# Gaspart Pintado Viu
Gaspart Pintado Viu (Barcelona, 1925. április 3. – 2018. július 17.) spanyol nemzetközi labdarúgó-játékvezető.

## Pályafutása

### Nemzetközi játékvezetés
A Spanyol labdarúgó-szövetség Játékvezető Bizottsága (JB) 1966-ban terjesztette fel nemzetközi játékvezetőnek, a Nemzetközi Labdarúgó-szövetség (FIFA) bíróinak keretébe. Több nemzetek közötti válogatott és klubmérkőzést vezetett vagy partbíróként tevékenykedett. Az aktív nemzetközi játékvezetéstől 1974-ben vonult vissza. A spanyol nemzetközi játékvezetők rangsorában, a világbajnokság-Európa-bajnokság sorrendjében többedmagával a 23. helyet foglalja el 2 találkozó szolgálatával.

#### Világbajnokság
A világbajnoki döntőhöz vezető úton Mexikóba a IX., az 1970-es labdarúgó-világbajnokságra a FIFA JB bíróként foglalkoztatta.
| Időpont           | Helyszín                                     | Mérkőzés típusa          | Mérkőzés         | Eredmény |
| ----------------- | -------------------------------------------- | ------------------------ | ---------------- | -------- |
| 1969. február 13. | Központi Stadion, Las Palmas (Spanyolország) | előselejtező 3. mérkőzés | Marokkó–Szenegál | 2 : 0    |

##### Európa-bajnokság
Az európai-labdarúgó torna döntőjéhez vezető úton Belgiumba a IV., az 1972-es labdarúgó-Európa-bajnokságra az UEFA JB játékvezetőként foglalkoztatta.
| Időpont           | Helyszín                         | Mérkőzés típusa           | Mérkőzés                   | Eredmény | Nézők száma |
| ----------------- | -------------------------------- | ------------------------- | -------------------------- | -------- | ----------- |
| 1971. február 17. | Astrid Park Stadion, Brüsszel    | előselejtező (7. csoport) | Belgium–Portugália         | 3 : 0    | 26 821      |
| 1971. október 9.  | Yves du Manoir Stadion, Colombes | előselejtező (4. csoport) | Franciaország–Magyarország | 0 : 2    | 21 756      |

##### Brit Bajnokság
1882-ben az Egyesült Királyság brit tagállamainak négy szövetség úgy döntött, hogy létrehoznak egy évente megrendezésre kerülő bajnokságot egymás között. Az utolsó bajnoki idényt 1983-ban tartották meg.
| Időpont           | Helyszín                | Mérkőzés típusa | Mérkőzés              | Eredmény | Nézők száma |
| ----------------- | ----------------------- | --------------- | --------------------- | -------- | ----------- |
| 1970. április 21. | Wembley Stadion, London | selejtező       | Anglia–Észak-Írország | 3 : 1    | 100 000     |

## Külső hivatkozások
- Gaspart Pintado Viu. eu-football.info. (Hozzáférés: 2024. június 8.)
- Gaspar Pintado Viu. zerozerofootball.com. (Hozzáférés: 2011. január 30.)[halott link]
- Gaspar Pintado Viu. scoreshelf.com. [2016. március 11-i dátummal az eredetiből archiválva]. (Hozzáférés: 2011. január 30.)
- Gaspar Pintado Viu. footballdatabase.eu. (Hozzáférés: 2011. január 30.)